# Малтепе (Стамбул)
Малтепе (тур. Maltepe) — район провінції Стамбул (Туреччина), на північному березі Мармурового моря.

## Географія
Малтепе межує з Кадикьоєм і Аташехіром на півночі, Санджактепе на сході та Карталом на південному сході та півдні. 
На заході омивається Мармуровим морем.

## Історія
Довгий час Малтепе був лише місцем, де на морському узбережжі розміщувалися заміські будинки стамбульців. Розвиток району почався лише в 1970-х роках, коли європейська й азійська частини Стамбулу були з'єднані мостом через Босфор. Район сильно постраждав під час землетрусу 1999 року.